# Зосино (Вілейський район)
Зосино (біл. вёска Зосіна) — село в складі Вілейського району Мінської області, Білорусь. Село підпорядковане Довгинівській сільській раді, розташоване в північній частині області.